# Indotestudo
Indotestudo é um gênero de tartarugas do Sul e Sudeste Asiático, gênero este pertencente à família Testudinidae. As três espécies do gênero são todas ameaçadas.
Ele contém as seguintes espécies:
- Indotestudo elongata
- Indotestudo forstenii
- Indotestudo travancorica